# رود کیزو
رود کیرو (به ژاپنی: 木津川) رودی است که در بخش جنوب غربی اوساکا در استان اوساکا جاری است. این رود از رود یودو منشعب شده و از کشور ژاپن می‌گذرد. طول آن ۸٫۷ کیلومتر (۵٫۴ مایل) است.